# Chillicothe (Iowa)
Chillicothe é uma cidade localizada no estado americano de Iowa, no Condado de Wapello.

## Demografia
Segundo o censo americano de 2000, a sua população era de 90 habitantes.
Em 2006, foi estimada uma população de 86, um decréscimo de 4 (-4.4%).

## Geografia
De acordo com o United States Census Bureau tem uma área de
0,6 km², dos quais 0,6 km² cobertos por terra e 0,0 km² cobertos por água. Chillicothe localiza-se a aproximadamente 217 m acima do nível do mar.

## Localidades na vizinhança
O diagrama seguinte representa as localidades num raio de 16 km ao redor de Chillicothe.